# Dougherty (Oklahoma)
Dougherty é uma cidade  localizada no estado norte-americano de Oklahoma, no Condado de Murray.

## Demografia
Segundo o censo norte-americano de 2000, a sua população era de 224 habitantes.
Em 2006, foi estimada uma população de 230, um aumento de 6 (2.7%).

## Geografia
De acordo com o United States Census Bureau tem uma área de
1,0 km², dos quais 1,0 km² cobertos por terra e 0,0 km² cobertos por água. Dougherty localiza-se a aproximadamente 236 m acima do nível do mar.

## Localidades na vizinhança
O diagrama seguinte representa as localidades num raio de 24 km ao redor de Dougherty.